# Jorge Alberti
Jorge Alberti (Mayagüez, 31 de março de 1977) é um ator porto-riquenho.

## Filmografia

### Televisão
- 100 días para enamorarnos (2021) - Erick Méndez
- Las Buchonas (2018-2019) - Leonidas
- La bella y las bestias (2018) - Mike

- Hombre tenías que ser (2013) - Franco Santoyo
- La otra cara del Alma (2012)- Armando de Alba
- Fiebre de baile (2011)
- Emperatriz (2011) - Nicolás "Nico" Galván
- Serie extremo (2011) - Carlos Ep: El pescador de almas y Ep: Chillas 24/7
- Vuélveme a querer (2009) - Ricardo Robles
- Don Amor (2008) - Lucián Carvajal
- Lola (2007) - Pepe Galindo / Lalo Padilla
- Passion (2005-2006) - Roberto
- Dueña y señora (2005) - Willy
- Anita, no te rajes (2004) - El Fresa
- Ángel rebelde (2004) - Pablo
- America's Most Wanted (2004)
- Al filo de la tentación (2004)
- Amor descarado (2003) - Gustavo
- Gata Salvaje (2002)- Jose Ignacio
- Como en el cine (2001)

### Cinema
- The Elite (2010) - Raul
- The Argentine - Héctor
- Del cielo a la tierra - Padre Miguel Ángel

### Teatro
- Diálogo de Carmelitas
- Amor al Prójimo